# Armazéns da antiga São Paulo Railway
Os armazéns da antiga São Paulo Railway são um conjunto composto por de três galpões localizados no bairro da Mooca, região leste do município de São Paulo. As construções fazem parte do patrimônio cultural paulistano que datam o período de industrialização e crescimento da cidade em meados dos séculos XIX e XX. Os prédios foram construídos pela empresa britânica The São Paulo Railway Company, Ltd, responsável pela instalação de uma das principais linhas ferroviárias que ligou as zonas cafeeiras do oeste paulista ao Porto de Santos. Situados estrategicamente ao lado da Estação da Mooca, trecho integrante da estrada de ferro que partia de Jundiaí rumo ao litoral, os armazéns eram utilizados como espaços para estocar, na maioria das vezes, o café que seria distribuído e comercializado.

## História
Em meados do século XIX a cidade de São Paulo passou por um intenso processo de transformações sociais, econômicas e estruturais. Estas mudanças se disseminaram, tornando-se ainda mais recorrentes a partir do processo de industrialização combinado com a instalação e investimento nas ferrovias que passaram a cruzar as regiões às margens da cidade, dando luz a áreas até então ignoradas e conectando-as ao resto do país que também caminhava rumo à industrialização. 
A partir da construção das linhas férreas, paralelamente ao aumento de capitais resultantes da cultura cafeeira que se tornara notória a partir do século XVIII, paralelamente ao aumento populacional tendo como resultado a insurgência de um mercado consumidor, a região da Mooca se tornou um dos principais polos industriais paulistanos. 

### São Paulo Railway e a urbanização paulistana

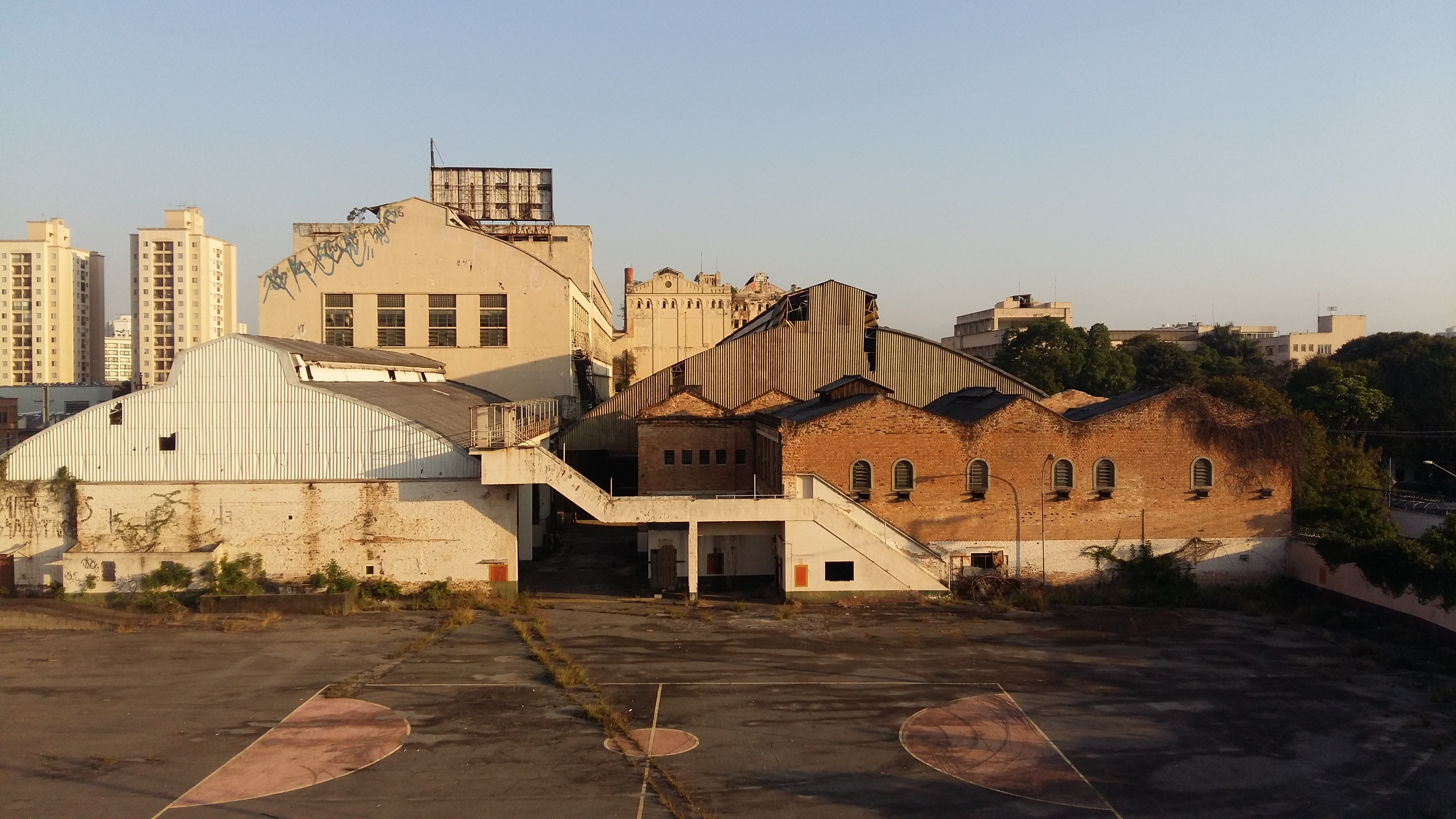
Armazéns em torno dos Galpões da São Paulo Railway

A via foi construída a partir de material e tecnologias importadas da Inglaterra possui 139 quilômetros, ligando Santos à Jundiaí, sendo um dos componentes essenciais para o surgimento e disseminação de polos industriais paulistanos, determinante na composição e estruturação do território da cidade de São Paulo. A instalação da São Paulo Railway culminou no desenvolvimento de toda uma faixa industrial criando uma ligação com as áreas marginais da cidade. Dois componentes fizeram com que todo o trajeto se tornasse valorizado para aqueles que possuíam interesse na instalação de fábricas. Além da proximidade com uma linha férrea que poderia contribuir com o processo de distribuição da produção, toda a região estava localizada em uma área majoritariamente plana permitindo a  expansão e modificação dos percursos ferroviários localizados nas áreas internas dos conjuntos, permitindo a carga e descarga da produção.
A partir do século XX bairros como Brás e a Mooca, pontos estratégicos de parada dos trens que seguiam pela ferrovia São Paulo Railway, se tornaram grandes exemplos das mudanças geradas pela instalação dos trilhos, bem como das fábricas e dos inúmeros armazéns que davam suporte às atividades vias. As regiões passaram a ser polos industriais, atraindo trabalhadores e imigrantes, tornando os bairros característicos pela concentração fabril e operária.
Em diversas plantas e mapas que datam 1897 já é possível notar traços referentes à urbanização nos bairros. Uma das consequências deste processo fora a construção de diversos galpões de armazenamento que estavam localizados em áreas estratégicas próximas à linha de carregamento de materiais agrícolas produzido no interior de São Paulo e produtos produzidos pelas fábricas, que seguiam rumo ao Porto de Santos. Este é o caso dos Galpões da São Paulo Railway, RFFSA e Indústrias Reunidas Francisco Matarazzo. As estruturas compõem uma paisagem que resistiu à ação do tempo, ao fechamento de inúmeras fábricas a partir dos anos 50 do séc. XX e especulação imobiliária.

## Características Arquitetônicas
Com a construção da estrada de ferro (1867) que ligava a região periférica de São Paulo à Santos, a estação da Mooca passou a representar uma das primeiras expressões arquitetônicas que datam o período da industrialização no estado. Ainda que com o fechamento de diversas fábricas e desativamento de inúmeros armazéns, o bairro da Mooca mantém em sua estrutura características que datam e ilustram as construções ferroviárias que se desenvolveram a partir do início do século XX. Nas ruas da antiga vila operária, é possível ainda se deparar com as estruturas que por anos, auxiliou no desenvolvimento da cidade. 
Este é o caso do Armazém da São Paulo Railway, desenvolvido entre os anos de 1898 e 1900 pelo engenheiro Daniel Makinson Fox, responsável também pela construção da São Paulo Railway. Em uma área de 64.000 km², a estrutura que também que era utilizada como armazém de estocagem, se encontrava de maneira adjacente à ferrovia, servindo como auxílio à linha de maneira que, em seu interior ainda estão dispostos trilhos e antigos vagões que circulavam pela via. 

### Os Galpões

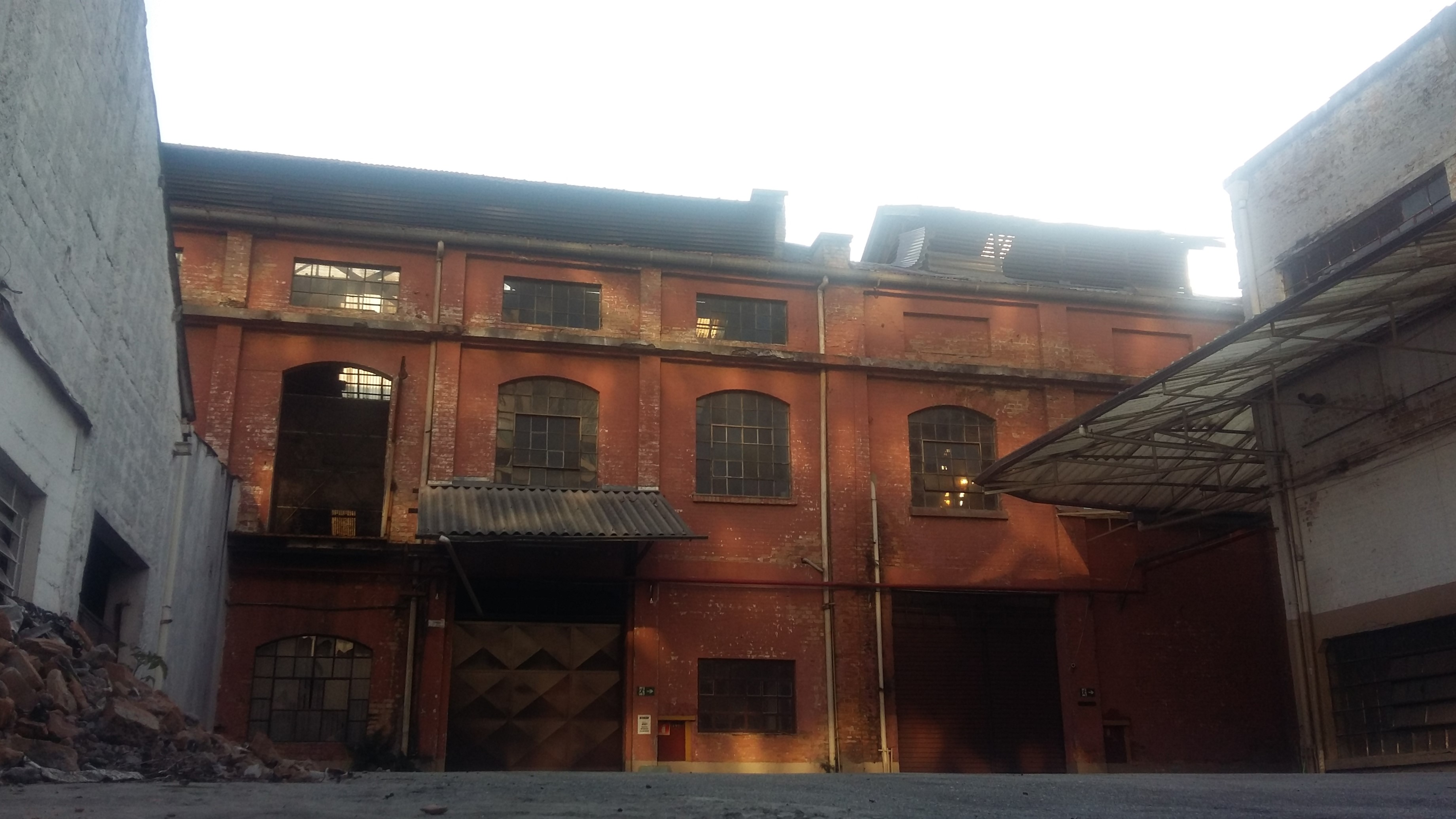
Armazéns da Antiga São Paulo Railway

O armazém é composto por três galpões individuais cujas fachadas estão localizadas em frente à rua que leva à Estação da Mooca. Construídas em alvenaria de tijolos aparentes, as estruturas são compostas por ferro fundido. O telhado com cobertura conhecida como duas águas, ou seja duas superfícies planas dispostas de maneira inclinada, conta ventiladores lantelim para auxiliar na circulação de ar afetada pela cobertura. As tesouras que sustentam o telhado são delgadas e metálicas, acredita-se que sejam de origem francesa, estas foram substituídas por telhas de fibrocimento em duas das três estruturas. Um dos galpões foge a este padrão, já que as tesouras contam com um desenho especializado, que não é comum às estruturas desenvolvidas no período. Em pelo menos um dos galpões é possível observar que os nós da tesoura apresentam um desenho especializado bem interessante, o que constitui solução menos comum para a época do que as tesouras metálicas planas. 
Uma das construções se encontra completamente voltada em direção à ferrovia de tal modo que conta com portas que dão acesso à uma plataforma elevada, com trilhos para o ingresso de trens, auxiliando o processo de carregamento. Com o passar dos anos, as estruturas foram modificadas, principalmente a fachada, contudo detalhes como frisos, molduras ou frontões, que referenciam a arquitetura clássica, foram mantidos.

## Estado Atual

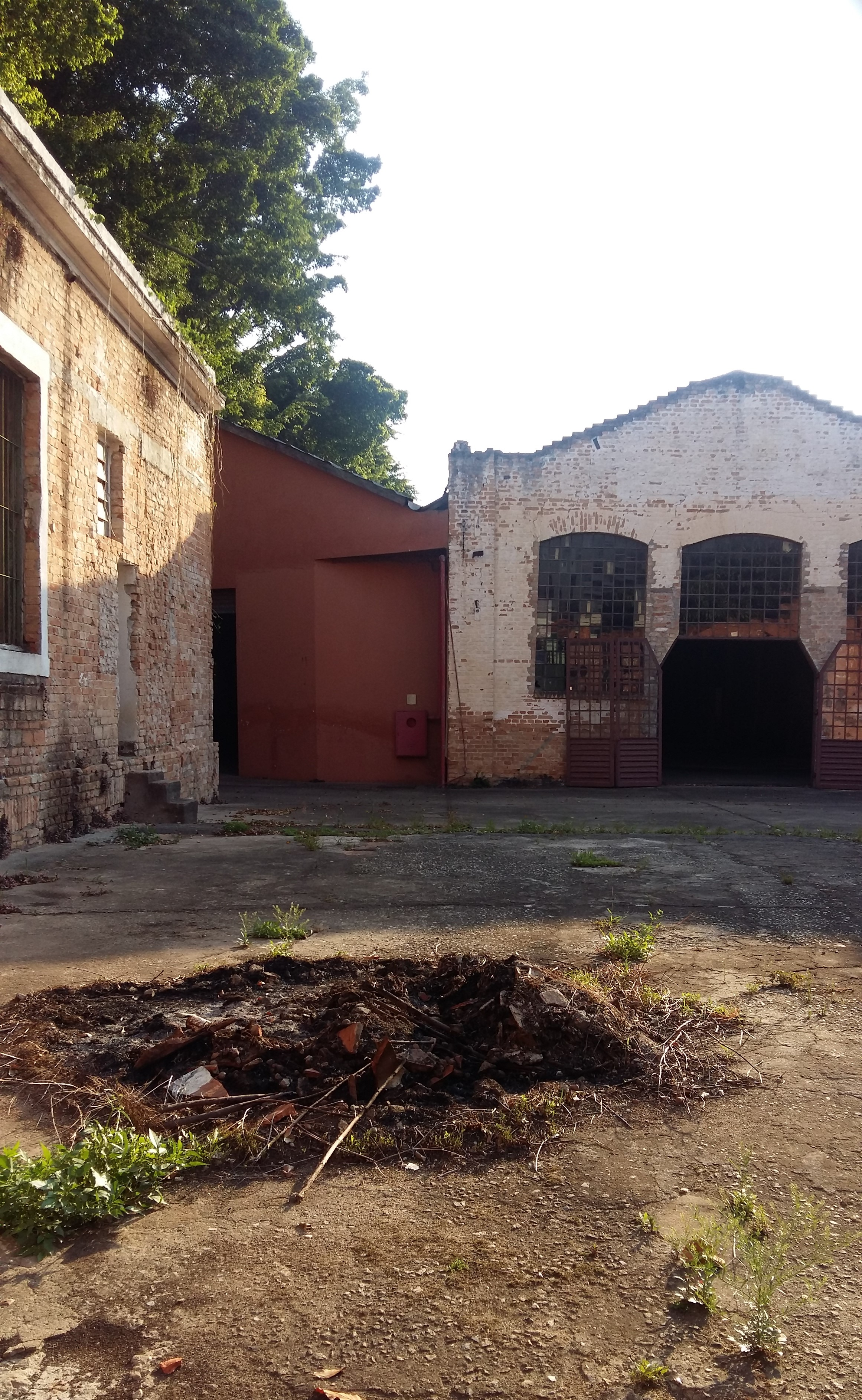
Estado de preservação dos armazéns

A partir de meados do século XX, com o avanço da tecnologia, houve uma mudança de localização dos polos industriais, muitas empresas iniciaram um processo de mudança, deixando a região central da cidade. Um dos bairros que sofreram com este processo foi a Mooca, cujo patrimônio remanescente das atividades industriais foi abandonado. Sem o respaldo das políticas públicas referentes à proteção de construções que remetem à história da cidade, diversas construções se tornaram reféns da ação do tempo, vandalismo e de grandes empresas do mercado imobiliário que tem interesse na área para construção de condomínios pela valorização do local. Um dos edifícios que sofreu com o abandono fora o da Indústria de tecidos Labor, que se tratava da representação da indústria têxtil da década de 1930. A estrutura foi totalmente demolida sem autorização para dar lugar a um condomínio residencial. 
Ainda que tenha resistido à especulação imobiliária, os Galpões da São Paulo Railway sofreram intensamente com as ações do tempo, invasões e reformas realizadas sem a devida autorização afetando o projeto desenvolvido inicialmente. Atualmente, um dos galpões é utilizado como estacionamento, os outros dois se encontram abandonados, com lixo, janelas, paredes e portões depredados. A partir de uma análise realizada pelo Departamento Patrimônio Histórico, o estado de preservação dos galpões é considerado precário. Com a aprovação do processo de tombamento, foram estipuladas medidas que visam garantir a preservação de todo o conjunto e impedem a destruição do patrimônio.  

## Significado Histórico Cultual

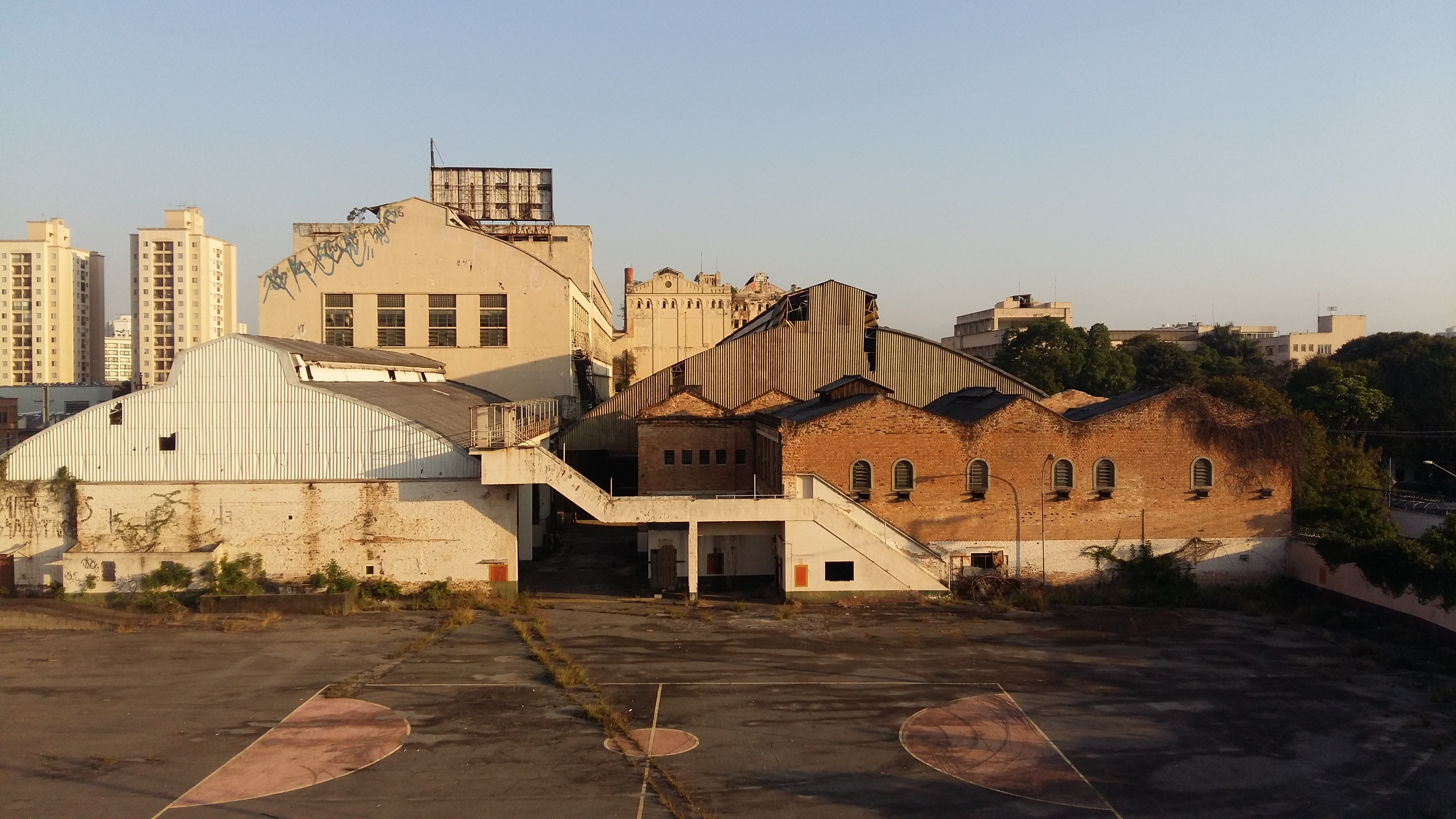
Armazéns que compõem a arquitetura industrial

Por fazer parte do patrimônio industrial da cidade de São Paulo, os Galpões da São Paulo Railway, representam o início de uma atividade que impactou intensamente as estruturas da sociedade, cujas mudanças perduram até os dias atuais. Com a industrialização, as cidades passaram a se desenvolver de maneira diferenciada, arquitetonicamente e socialmente. A estrutura se trata portanto de uma referência à prática industrial paulistana que desencadeou no desenvolvimento da cidade. 
A preservação da estrutura é essencial já que se trata de um elemento de valor social, cultural e histórico-didático para a cidade e aqueles que nela vivem. Ela compõe a arquitetura do bairro representando desde o momento de inserção da ferrovia, até o desenvolvimento de indústrias, armazéns, justificando assim o surgimento de um dos maiores polos industriais do séc XX. O processo de tombamento se deu em 2007, quando diversos outros galpões vizinhos também passaram a constar na lista de edifícios tombados na cidade de São Paulo, compondo o patrimônio industrial.    

## Galeria

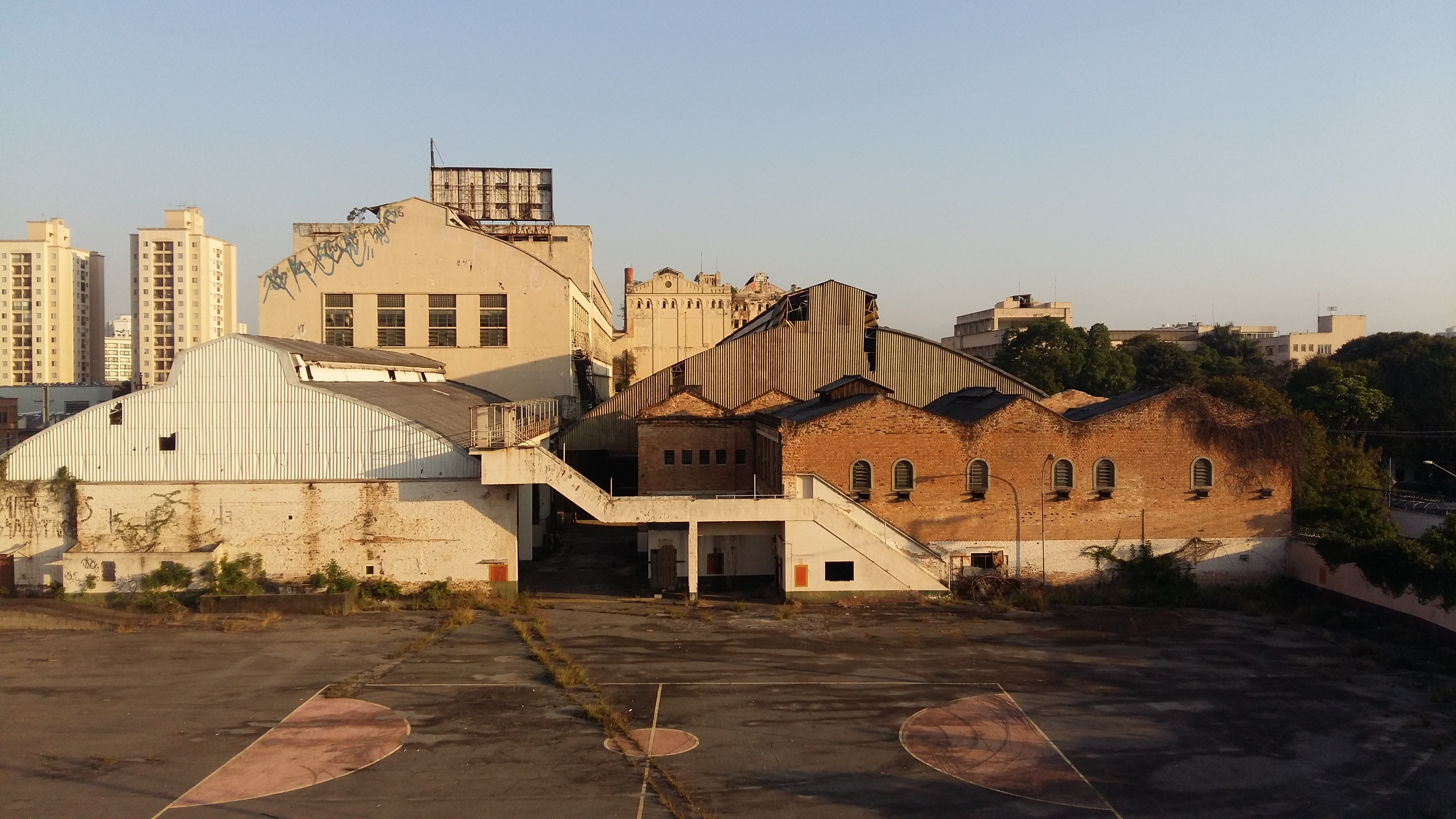
Galpões da São Paulo Railway ao lado da estação da MOOCA;
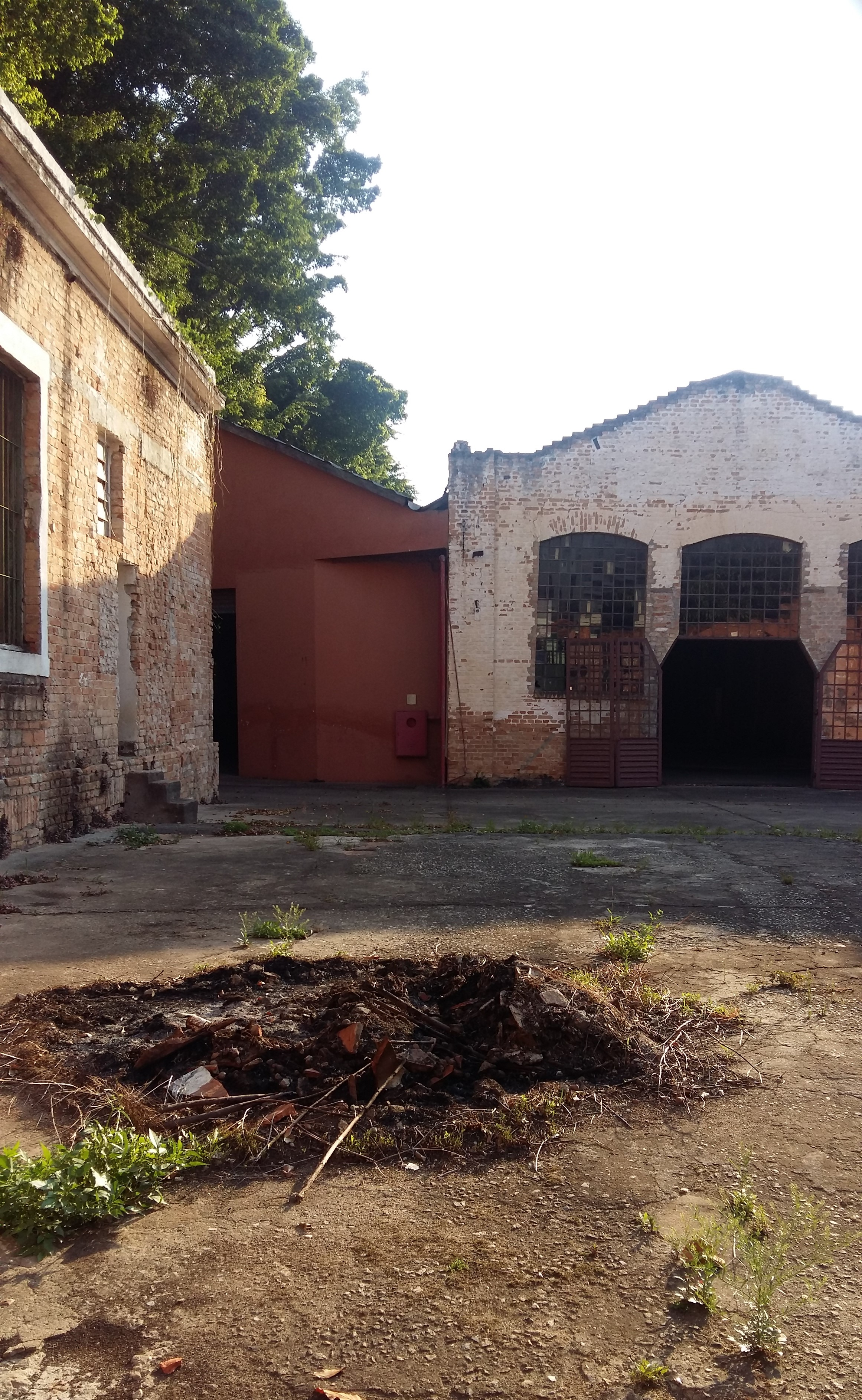
Área interna de um dos galpões
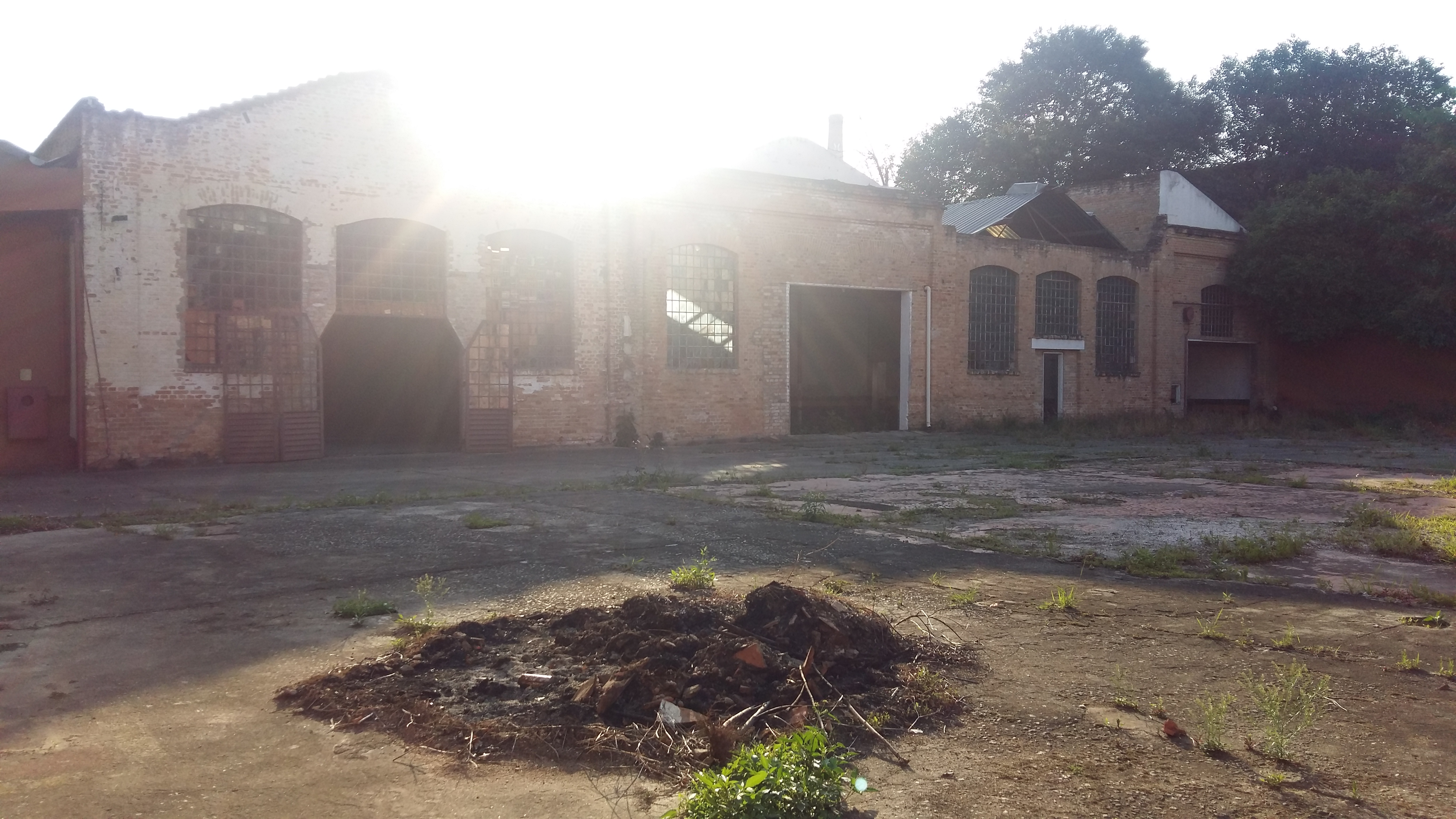
Área interna de um dos galpões
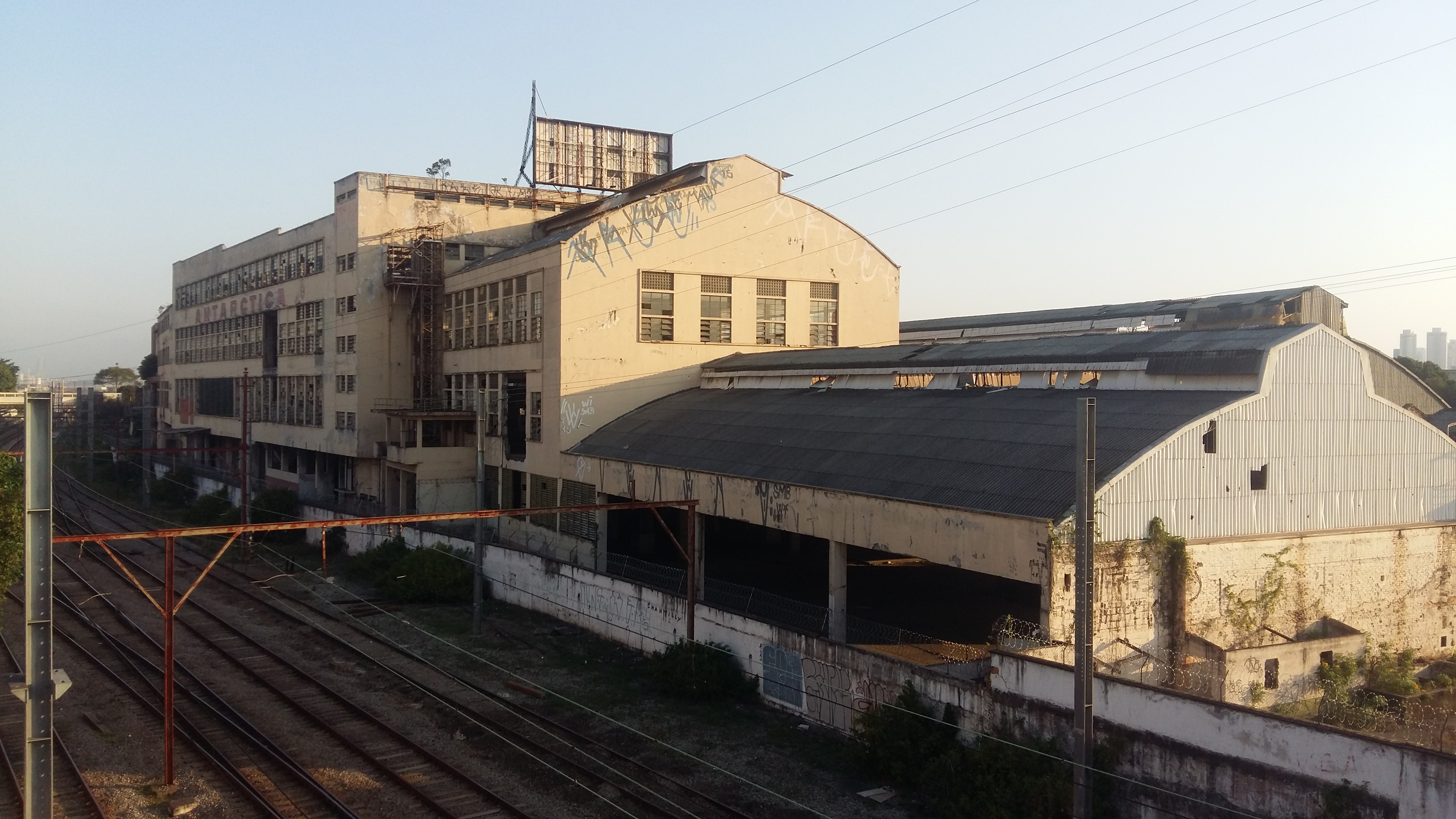
Linha Ferroviária que cruza o bairro da Mooca
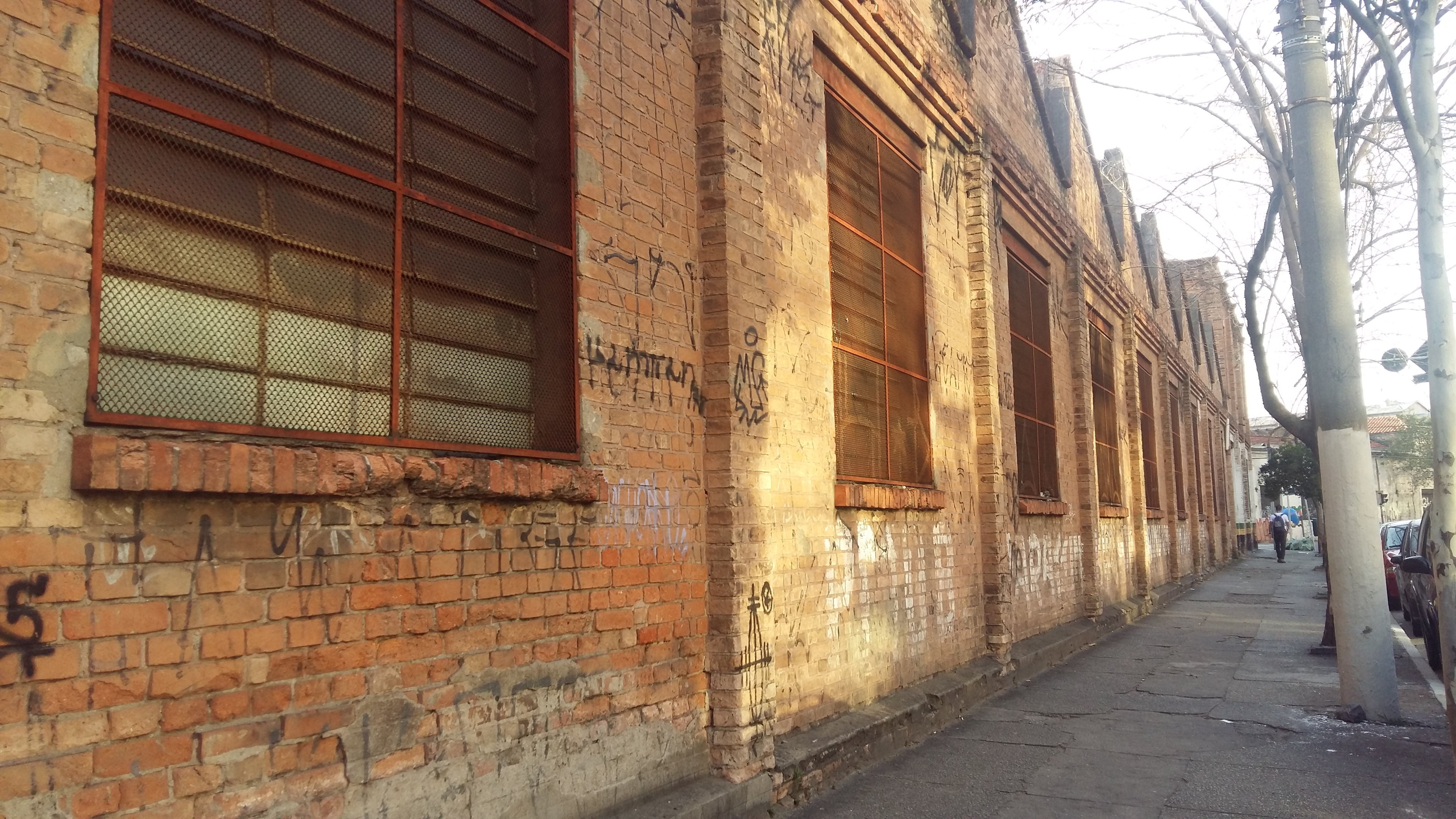
Galpões localizados na Mooca